# Arrangeur musical

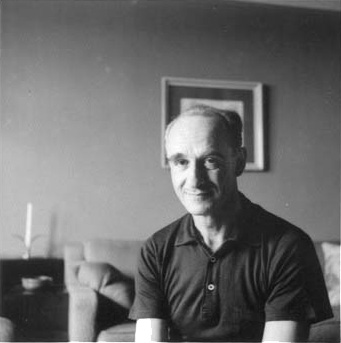
Ted Raph, arrangeur professionnel

Un arrangeur musical est un musicien qui crée des arrangements.
L'arrangeur n'est pas forcément le compositeur de la musique. Il maîtrise généralement les techniques d'écriture courantes de la musique tonale et possède des techniques d'instrumentation. Il est aussi appelé orchestrateur lorsqu'il écrit pour un orchestre, notamment dans la musique de film.
On « fournit » à l'arrangeur une mélodie avec ou sans accompagnement et il en fait une version aboutie complète. Il aide le compositeur en se chargeant de toute la partie technique. Il peut aussi transformer un morceau de musique joué dans un style pour l'adapter dans un autre. Il peut adapter — « arranger » — l'écriture d'une mélodie pour qu'elle convienne à un chanteur.

## Les droits de redevances
Au Québec, un arrangeur ne reçoit aucun droit de redevance sur une œuvre musicale, à moins que son contrat en indique le contraire, suivant les lois canadiennes sur les droits d'auteurs. Il faut d'emblée comprendre que l'arrangeur musical ne travaille en rien à la conception initiale de l'œuvre ; il n'a ni écrit les paroles, ni les partitions. L'arrangeur est donc un employé qui travaille à disposer les instruments ou la voix de manière harmonieuse, selon les partitions du compositeur ou les paroles de l'auteur. De nos jours, les arrangeurs se retrouvent souvent en studio et procèdent à l'orchestration des instruments analogiques, ou accompagnent la composition à l'aide d'échantillons sonores et d'instruments numériques.
Certains arrangeurs ajoutent des notes à la composition, comme c'est le cas dans le jazz entre autres, où l'on ajoute des notes aux percussions et intègre des solos, mais les droits demeurent au compositeur initial de l'air de la chanson ; à celui qui possède la propriété intellectuelle de l'œuvre, l'ayant droit d'une œuvre de l'esprit.
L'arrangeur n'obtient donc des droits que s'il achète les droits initiaux de la composition et en crée une tout autre œuvre, ou que si son contrat d'arrangeur pour une production le stipule. Selon la définition du Petit Robert, il s'agit d'une personne qui arrange une composition pour d'autres instruments.
La distribution des redevances sur les droits est administrée par la SOCAN, qui indique que dès qu'une œuvre musicale est jouée en public comme à la radio, en concert, à la télévision, sur internet ou n'importe quelle voie de communication, ce sont les détenteurs des droits d'auteurs de la pièce qui reçoivent les redevances, ce qui exclut l'arrangeur.

## Dans la chanson française
- Jean Bouchéty
- Michel Colombier
- Jean-Michel Defaye
- Bernard Estardy
- Alain Goraguer
- André Grassi
- Ivan Jullien
- Michel Legrand
- Bruno Letort
- Christian Gaubert[1]
- Paul Mauriat
- Jean Musy
- André Popp
- Franck Eulry
- François Rauber
- Jean-Claude Vannier
- Jean-Claude Petit
- Michel Coeuriot
- Yvan Cassar
- Gabriel Yared